# Barriac-les-Bosquets
Barriac-les-Bosquets – miejscowość i gmina we Francji, w regionie Owernia-Rodan-Alpy, w departamencie Cantal.
Według danych na rok 1990 gminę zamieszkiwało 180 osób, a gęstość zaludnienia wynosiła 14 osób/km² (wśród 1310 gmin Owernii Barriac-les-Bosquets plasuje się na 669. miejscu pod względem liczby ludności, natomiast pod względem powierzchni na miejscu 703.).